# Cidaria fulvata
Cidaria fulvata là một loài bướm đêm trong họ Geometridae.

## Hình ảnh

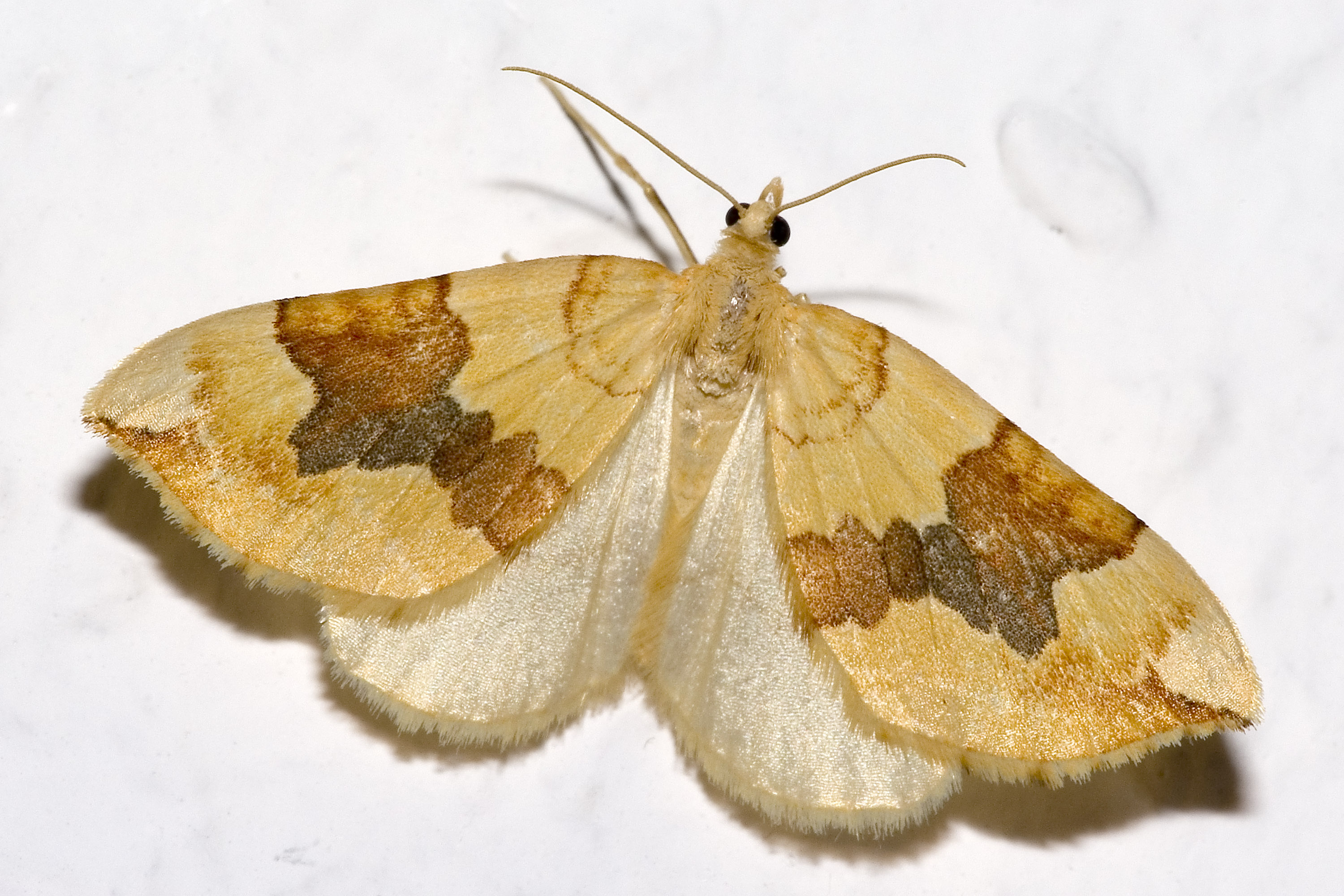
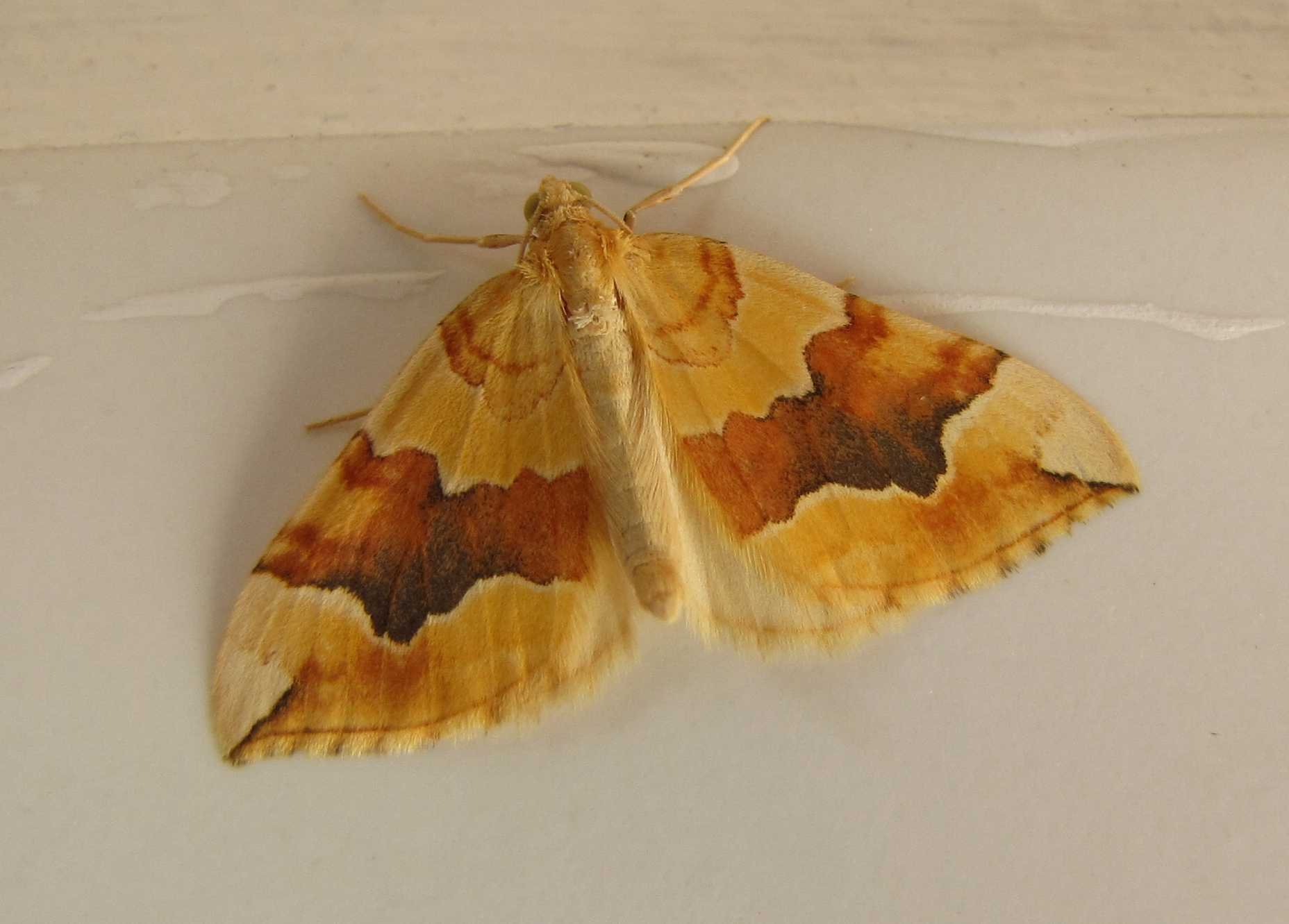
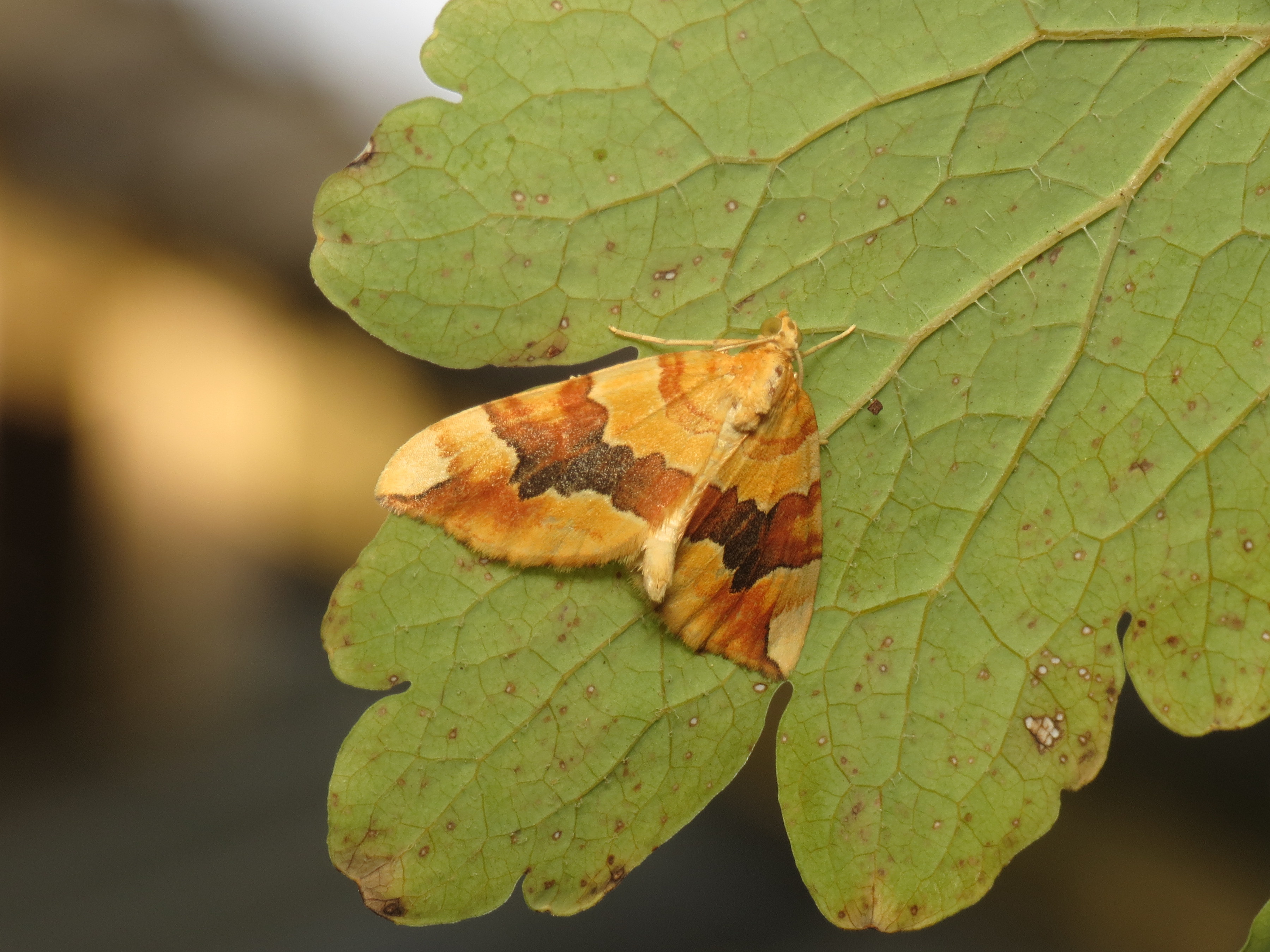
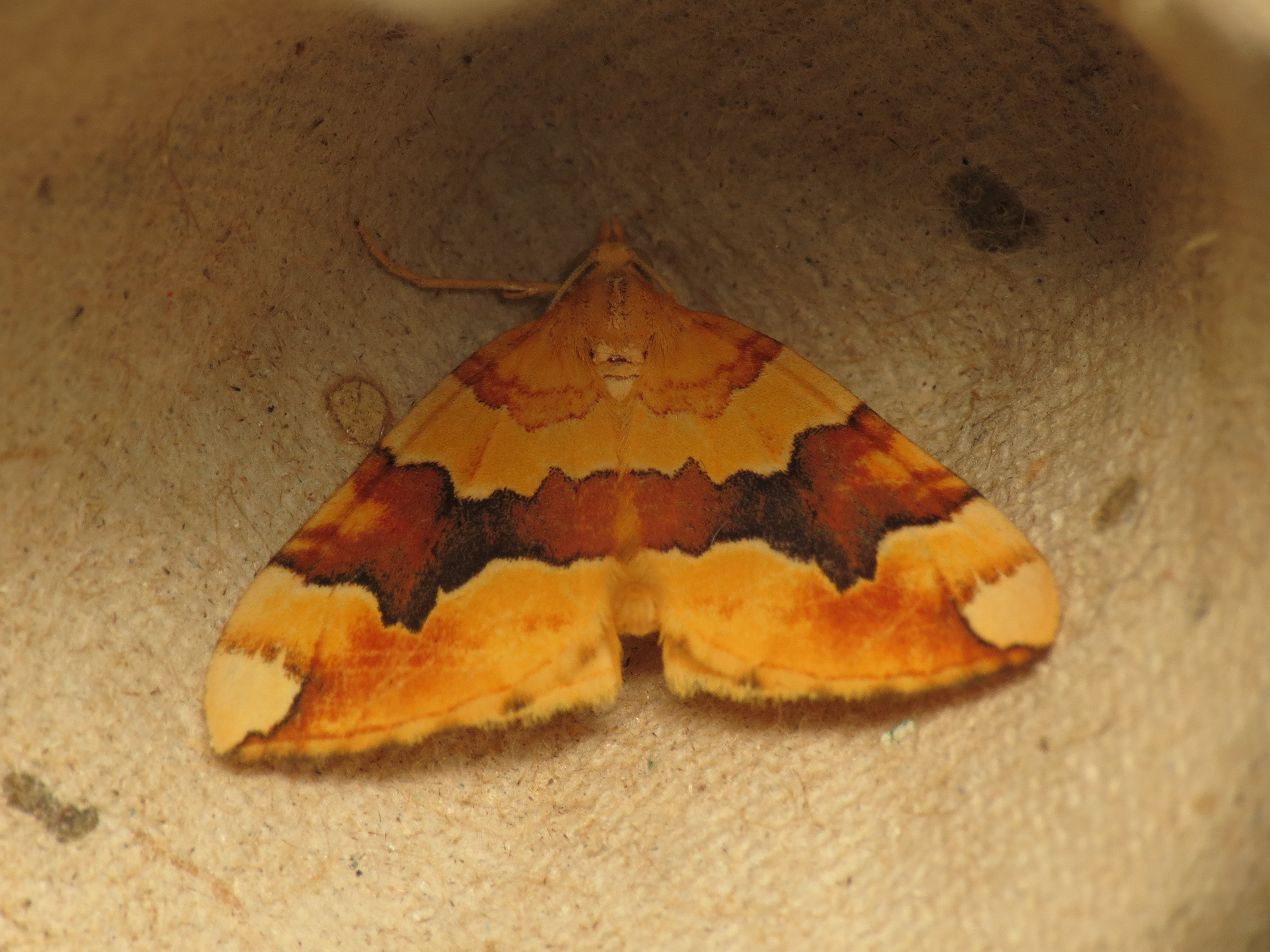